# Pacífico (Málaga)
Pacífico es un barrio perteneciente al distrito Carretera de Cádiz de la ciudad andaluza de Málaga, España. Según la delimitación oficial del ayuntamiento, limita al nordeste con el barrio de Huelin; al este y al sureste, con la playa de San Andrés; al sursudoeste con el barrio de San Andrés; y al oeste, con los barrios de Ave María, Tabacalera y Torres de la Serna.
Pacífico está compuesto por un conjunto de ocho o diez bloques de reciente construcción situados en primera y segunda línea de playa.  
Línea 40 Farola-Sacaba EMT de Málaga es la que más cerca te deja. 
Menos está línea ninguna pasa por la barriada costera la única más cerca es la línea 7 y 15 de la EMT Málaga al límite del Litoral y las Pirámides con Santa Paula.     